# Roberto Bracco
Pour les articles homonymes, voir Bracco.
Roberto Bracco (10 novembre 1861, Naples - 20 avril 1943, Sorrente) est un journaliste, écrivain, dramaturge et homme politique italien également antifasciste. Il fit partie du haut milieu intellectuel napolitain aux côtés de Salvatore Di Giacomo et de Francesco Cangiullo.

## Biographie
Roberto Bracco est le fils d'Achille Bracco et Rosa De Ruggero. Mauvais élève à l'école, il devient journaliste à l'âge de dix-sept ans. Il est alors rédacteur pour le quotidien napolitain Corriere del mattino, dirigé à l'époque par Martino Cafiero. Il contribue à divers journaux comme Piccolo et Capitan Fracassa puis, à partir de 1886, il assume les fonctions de critique théâtral et musical pour le Corriere di Napoli.
Bracco écrit également de nombreuses pièces de théâtre (tels que Non fare ad altri, Una donna, Maschere, Infedele, Il trionfo, Don Pietro Caruso, Sperduti nel buio, Il piccolo santo) et est candidat pour le prix Nobel de littérature à de multiples reprises. Ces pièces seront notamment interprétée par Eleonora Duse ainsi que par les sœurs Emma et Irma Gramatica. Il est également connu pour ses prises de positions et ses polémiques contre le théâtre de Luigi Pirandello.
En avril 1924, il se présente aux élections législatives dans la circonscription de Naples dans la liste libérale menée par le politicien Giovanni Amendola. Il est alors élu député du royaume d'Italie. Sa carrière politique devient mouvementé avec l'arrivée au pouvoir du régime fasciste dirigé par Mussolini, auquel il est fermement opposé. En 1925, il fait ainsi partie des signataires du Manifeste des intellectuels antifascistes, rédigé par le philosophe et homme politique Benedetto Croce.

## Œuvres littéraires
- Non fare ad altri (1887)
- Una donna (1892)
- Maschere (1893)
- Tragedie dell' anima (1899)
- Il diritto dell amor (1900)
- Sperduti nel buio (1901)
- Le Triomphe (1903)
- La piccola fonte (1905)
- I fantasmi (1906)
- Lo spiritismo a Napoli nel 1886 (1907)
- Nel mondo della donna (1906)
- Smorfie gaie (1909)
- Smorfie tristi (1909)
- II piccolo santo (1910)
- Ouida(1911)
- Diritto di vivere (1911)
- Tra i due sessi. Fioretti d'esperienza (1921)
- Infiel (1922), comédie en 3 actes, présentée au Teatro Maipo, par la compagnie Carlos Morganti - Eliseo Gutiérrez[1].
- Noche de nieve (1922)
- Don Pedro Caruso (1924)
- Gli specchi piani, concavi, convessi (1926)
- Ll'uocchie cunzacrate (1931)

## Sources
- (it) Giorgio Pullini, Dizionario Biografico degli Italiani, vol. 13, 1971 (lire en ligne), « Bracco, Roberto ».